# 권우경
권우경(1981년 5월 30일 ~ )은 대한민국의 전 축구 선수이며, 포지션은 미드필더였다.